# Aeschremon
Aeschremon là một chi bướm đêm thuộc họ Crambidae.

## Các loài
- Aeschremon desertalis Asselbergs, 2008
- Aeschremon ochrealis Asselbergs, 2008
- Aeschremon similis Asselbergs, 2008